# جيرار غيروارد
جيرار غيروارد هو محامي وسياسي كندي، ولد في 27 مارس 1933 في سان هياسنت في كندا، وتوفي في 22 مايو 2017. نشط حزبياً في الحزب الكندي التقدمي المحافظ. وقد انتخب عضو مجلس العموم الكندي.